# Herbert Haupt
Herbert Haupt (* 28. September 1947 in Seeboden, Kärnten) ist ein österreichischer Politiker (FPÖ, davor FPK und BZÖ). Er war Vizekanzler und Bundesminister für soziale Sicherheit, Generationen und Konsumentenschutz in den Bundesregierungen Schüssel I und Schüssel II. Danach war Haupt Stadtrat und zweiter Vizebürgermeister der Stadtgemeinde Spittal an der Drau.

## Leben und Wirken
Herbert Haupt schloss seine Ausbildung als Magister der Veterinärmedizin an der Veterinärmedizinischen Universität Wien ab und war anschließend als Tierarzt mit Privatpraxis tätig. Politisch wirkte er als Bezirksparteiobmann, Gemeinderat, Landesparteiobmann, Abgeordneter zum Nationalrat, Dritter Präsident des Nationalrates, Bundesparteiobmann und Vizekanzler. Weiters ist er Alter Herr bei der schlagenden Akademischen Landsmannschaft Kärnten zu Wien.
Von 2002 bis 2004 war er Bundesparteiobmann der FPÖ. Vom 24. Oktober 2000 bis Jänner 2005 war er Bundesminister (vom 24. Oktober 2000 bis 28. Februar 2003 BM für soziale Sicherheit und Generationen, seit 28. Februar 2003 BM für soziale Sicherheit, Generationen und Konsumentenschutz). Am 23. Jänner 2005 wurde bei der Parteiklausur der FPÖ seine Ablösung als Bundesminister beschlossen, am 24. Jänner 2005 erklärte Herbert Haupt seinen Rücktritt als Sozialminister. Seine Nachfolgerin wurde die Vorsitzende der FPÖ, Staatssekretärin Ursula Haubner.
Haupt trat im April 2005 zusammen mit den diversen Regierungsmitgliedern und einigen Nationalratsabgeordneten der FPÖ zum BZÖ Jörg Haiders über.
Zwischen Februar und Oktober 2003 war Haupt österreichischer Vizekanzler.
Ab 2006 war Haupt erster österreichischer Behindertenanwalt und überwachte die Umsetzung des Behindertengleichstellungsgesetzes, das er als Bundesminister selbst initiiert hatte. Am 16. Dezember 2009 wurde er von Erwin Buchinger in dieser Funktion abgelöst.

## Privates
Haupt war in erster Ehe mit Renate Haupt, geborene Pirkner verheiratet, die 2014 an einer Krebserkrankung starb. Haupt hat keine Kinder und lebt in Spittal an der Drau. 2016 heiratete er Ingrid Pibernig.

## Trivia
Bekannt wurde Haupt für seine lange Reihe von Unfällen und Krankheiten. Bis Oktober 2011 hatte er 14 Autounfälle, einen Flugzeugabsturz und einen Tauchunfall überstanden, wobei er zweimal klinisch tot war. Nach einem Autounfall im Jahr 1981 wurde er durch eine Bluttransfusion mit Hepatitis C infiziert, gilt aber inzwischen als geheilt. Zudem musste er sich einer Tumor-Operation an der Luftröhre unterziehen.

## Auszeichnungen (Auszug)
- 1995: Großes Goldenes Ehrenzeichen mit dem Stern für Verdienste um die Republik Österreich[9]
- 2004: Großes Goldenes Ehrenzeichen am Bande für Verdienste um die Republik Österreich[10][9]
- 2005: Kärntner Landesorden in Gold
- 2018: Dr. Jörg Haider Medaille der Jörg Haider Gesellschaft[11]